# Kostel Narození svatého Jana Křtitele (Proboštov)
Kostel Narození svatého Jana Křtitele v Proboštově je zbarokizovanou sakrální stavbou stojící na vyvýšenině nad obcí. Jeho dnešní podoba pochází z roku 1870. Je farním kostelem farnosti Proboštov. Je chráněn jako kulturní památka České republiky.

## Historie
Jedná se o původně gotický kostel, který byl v roce 1670 barokně přestavěn. V roce 1720 byl sklenut presbytář a v roce 1870 došlo k dalším stavebním úpravám.

## Architektura
Kostel je obdélný s pravoúhle uzavřeným presbytářem. Má hranolovou představěnou věž s jehlancovou střechou. Fasády mají lizénové rámce a půlkruhově zakončená okna. Presbytář má valenou klenbu s lunetami. Nástěnný sanktuář pochází ze 16. století. Loď má plochý strop.

## Vybavení
Hlavní oltář je barokní z roku 1780. Jsou na něm sochy světců. Dva boční oltáře jsou rokokové z 2. poloviny 18. století a mají bohatě řezané rokajové rámy. Na kazatelně jsou ploché reliféry božských ctností Víry a Naděje pocházející z roku 1780. Křtitelnice je kamenná, pozdně gotická. Má prstenec na noze a mnohostěnný kalich s obdélnými vpadlými poli, které jsou zdobené střídavě lineárním ornamentem. V nice proti vchodu se nachází dřevěná socha světce z roku 1862.

## Zvony
V kostelní věži zvon není, poslední byl před lety odcizen. Doloženy jsou zde tři zvony – zvon z roku 1524 od Tomáše z Litoměřic, zvon z roku 1749 od Jakuba Konráda Löhnera a zvon z roku 1867 od Františka Herolda.

## Okolí kostela
V Proboštově se nachází barokní fara (čp. 1) z období kolem roku 1700. Jedná se o volnou, obdélnou a patrovou stavbu s mansardovou střechou, která má obdélná okna a vchod. V jejím přízemí je valená klenba s lunetami v patře pak plochý strop.
V obci je nachází socha sv. Jana Nepomuckého z roku 1862 na mostku v obci, na hranolovém soklu. Hlava této sochy byla uražena.